# برکه‌ماهی‌های بال‌دار
برکه‌ماهی‌های بال‌دار (نام علمی: Pterolebias) نام یک سرده از راسته کپوردندان‌ماهی‌سانان است.